# Buckingham Palace Road
Buckingham Palace Road est une rue du quartier Victoria, dans la Cité de Westminster, à Londres. 

## Situation et accès
Elle s'étend du côté sud du palais de Buckingham vers Chelsea et est dominée par la gare Victoria. 

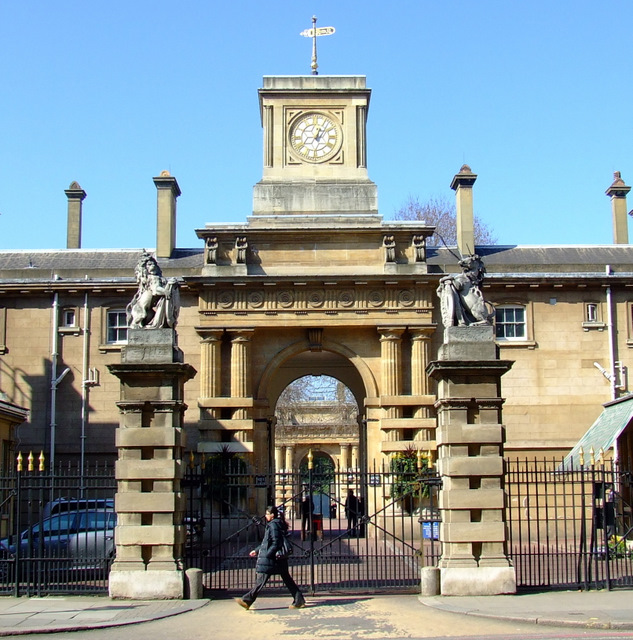
L'entrée des Royal Mews.

Les entrées des Royal Mews (Écuries royales) et de la Queen's Gallery sont toutes deux situées sur Buckingham Palace Road. 

## Historique
Au XVIIIe siècle, elle était connue sous le nom de Chelsea Road et était souvent fréquentée par des bandits de grand chemin, une récompense de 10 £ étant offerte pour la capture de l'un des pires d'entre eux en 1752. Vers l'extrémité sud, la gare Victoria a été ouverte en 1866 et la gare routière Victoria adjacente a été construite en 1932 en style Art déco . En 1938, l'Empire Terminal d'Imperial Airways a ouvert en face de la gare routière, conçue par Albert Lakeman, également dans le style Art Déco. Il a permis aux passagers de s'enregistrer avant de monter à bord de trains spéciaux de la gare Victoria à l'aéroport de Croydon ou aux quais de Southampton pour le service d'hydravion. Le terminal est resté en service jusqu'à la fin des années 1970, date à laquelle il y avait des liaisons ferroviaires ou de bus dédiées aux aéroports de Gatwick et de Heathrow. C'est maintenant le siège du National Audit Office . 

## Bâtiments remarquables et lieux de mémoire

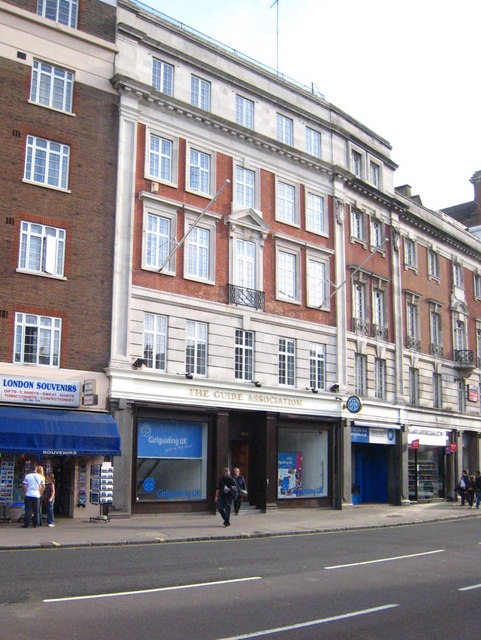
Nos 17-19 : siège de The Guide Association ou Girlguiding.

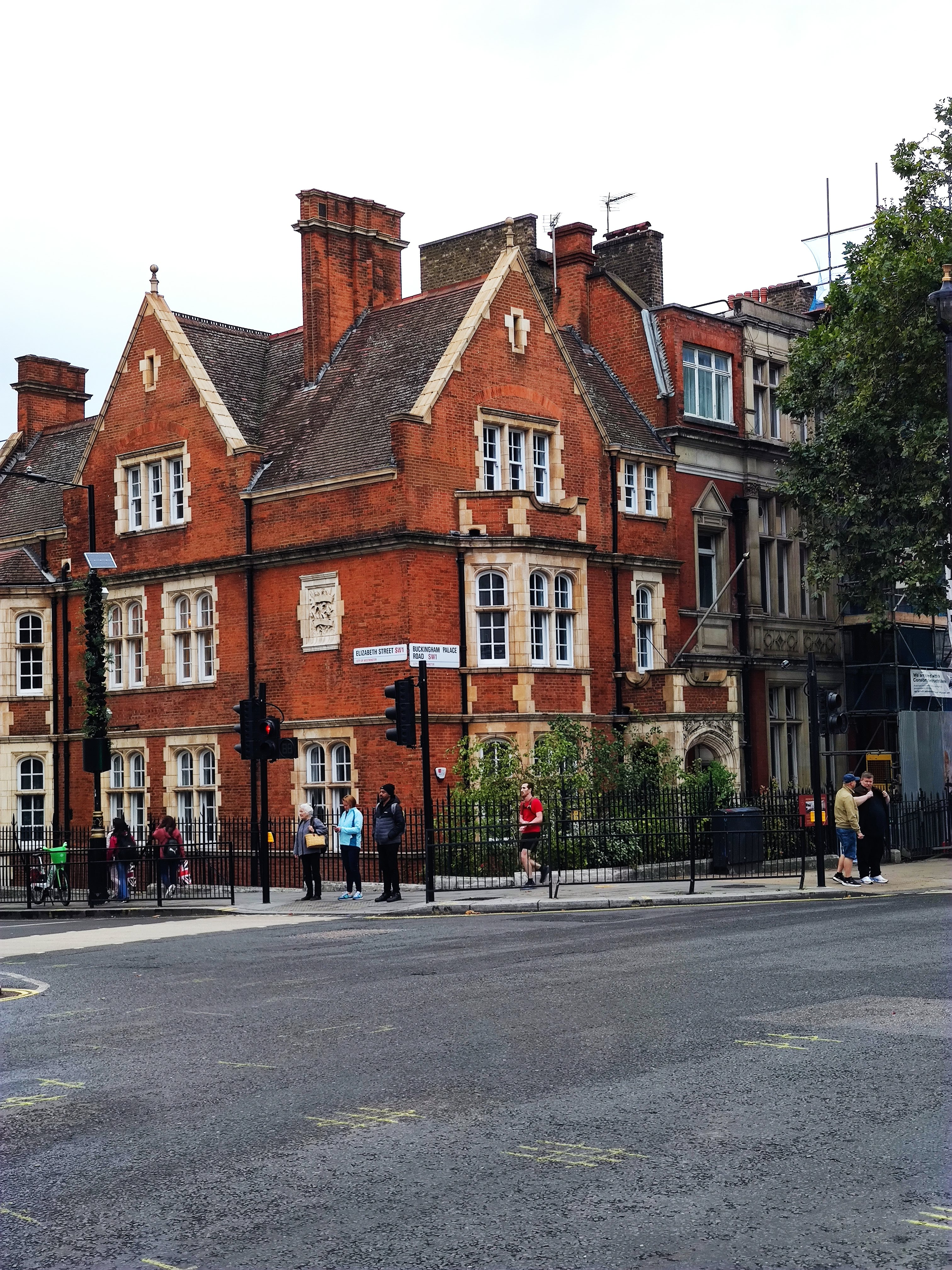
No 162.

- En juin 1917, le siège impérial de la Boy Scouts Association (depuis 1967, The Scout Association) a déménagé au 25 Buckingham Palace Road du bureau précédent au 116 Victoria Street [3] . C'est dans ce bâtiment que le Bureau international des boy-scouts (maintenant le Bureau mondial du Scoutisme) a été inauguré en 1920 [4] . Le siège du Scoutisme britannique est resté à cette adresse jusqu'en décembre 1974, date à laquelle il a déménagé à Baden-Powell House [5]. L'Association des Guides (aujourd'hui Girlguiding) a loué des bureaux au siège du Scoutisme jusqu'en 1929, date à laquelle il n'y avait plus d'espace de stockage pour les archives de l'Association. À la suite d'une campagne de collecte de fonds nationale appelée "Save Our Stuff", les Guides ont pu emménager dans leur propre siège social spécialement construit au 17-19 Buckingham Palace Road, qu'ils occupent toujours aujourd'hui [6].
- Nos 202-206 : anciennement commissariat de police de Belgravia, construit en 1993 ; à cette même adresse doit s’élever en 2025-2026 un hôtel de luxe de 252 chambres construit dans un style s’insérant dans l’architecture du quartier[7].